# Sigmosceptrella
Sigmosceptrella is een geslacht van sponsdieren uit de klasse van de Demospongiae (gewone sponzen).

## Soorten
- Sigmosceptrella carlinae (Boury-Esnault & van Beveren, 1982)
- Sigmosceptrella fibrosa (Dendy, 1897)
- Sigmosceptrella hospitalis Desqueyroux-Faúndez & van Soest, 1997
- Sigmosceptrella quadrilobata Dendy, 1922